# Ed Wasser
Ed Wasser (26 de marzo de 1964, Roslyn Heights, Nueva York) es un actor estadounidense, conocido sobre todo por interpretar al misterioso villano Morden en la serie de ciencia ficción Babylon 5. Wasser tuvo también un pequeño papel en el piloto de la serie interpretando a Guerra, uno de los técnicos del centro de mando.
Wasser ha hecho también numerosas apariciones en otras series de televisión incluidas Quantum Leap, Mike Hammer, Se ha escrito un crimen, Policías de Nueva York y 24.